# ادريانو هرنانديز
ادريانو هرنانديز هو سياسي فلبيني، ولد في 8 سبتمبر 1870 في الفلبين، وتوفي في 16 فبراير 1925. انتخب عضو مجلس النواب في الفلبين.